# Fliegender Wechsel
Fliegender Wechsel beschreibt einen schnellen Wechsel, Austausch oder Ablösung ohne Unterbrechungen.
Der Begriff wird parallel in verschiedenen Bereichen gebraucht: 
- Für den völlig oder nahezu übergangslosen Wechsel zwischen Politik und Wirtschaft, konkret in eine bedeutende Position eines Wirtschaftsunternehmens (s. auch Drehtür-Effekt).[1]
- Im Reitsport spricht man von einem fliegenden Galoppwechsel, wenn das Pferd den Wechsel in der Schwebephase des Galopps durchführt.
- Im Mannschaftssport die Auswechslung eines Spielers ohne Spielunterbrechung.
- In der Leichtathletik die Stabübergabe beim Staffellauf.
- Im Improvisationstheater als Spiel bei dem schnell verschiedene Szenen und Spieler voneinander abgelöst werden.